# Die enge Pforte
Die enge Pforte ist ein Roman von André Gide, der 1909 unter dem Titel La Porte étroite in der Literaturzeitschrift Mercure de France in Paris erschien.
Jérôme erzählt die Geschichte seiner unglücklichen Liebe zu Alissa Bucolin.

## Zeit und Ort
Rückblickend teilt Jérôme Geschehnisse mit, die sich über mehr als zehn Jahre hinweg – bis in die 1880er Jahre hinein reichend – im Norden (Le Havre, Fongueusemare) und im Süden (Nîmes, Aigues-Vives) Frankreichs ereigneten.

## Handlung
Lucile Bucolin und Pastor Vautier
Vautier hatte das Findelkind Lucile – eine Kreolin – aus Martinique mit nach Le Havre gebracht. Jérômes Onkel Bucolin heiratete Lucile, als das leichtsinnige junge Mädchen 16 Jahre alt geworden war – sehr zur Freude des Pastors. Verständlich – entsprach doch der Lebenswandel Luciles überhaupt nicht den Moralvorstellungen der christlichen Kirche. Auch nach ihrer Heirat richtete Lucile in der Familie Bucolin „viel Unheil“ an. Als Mutter von drei Kindern – das waren Jérômes Cousinen Alissa und Juliette sowie der Cousin Robert – ließ sie von ihren Seitensprüngen nicht ab. So gab sie sich beispielsweise im eigenen Hause in Anwesenheit ihrer Kinder mit einem jungen unbekannten Leutnant ab und lief schließlich davon. Der Pastor predigt erzürnt gegen Lucile, verurteilt von der Kanzel herab ihre Sünde: „Gehet ein durch die enge Pforte. Denn die Pforte ist weit, und der Weg ist breit, der zur Verdammnis führt … Und die Pforte ist eng, und der Weg ist schmal, der zum Leben führt, und wenige sind ihrer, die ihn finden.“
Jérôme, Alissa und Juliette
Jérôme und Alissa, das junge Liebespaar, in seiner „puritanischen Disziplin“ gefangen, nimmt die Predigt des Geistlichen so ernst, dass es sich jede körperliche Annäherung versagt. Alissa erfindet für sich ein Liebesverbot. Das Äußerste, gleichsam der absolute Höhepunkt dieser reinen Liebesbeziehung, ist ein Kuss des Paares. Alissa geht an ihrer Enthaltsamkeit zugrunde; stirbt einsam in Paris.
Nach Alissas Tode schreibt Jérôme die Geschichte seiner Liebe auf.
Jérôme verlor erst den Vater (der Arzt war) und dann die Mutter. Nachdem Lucile ihre drei Kinder im Stich gelassen hat, will Jérôme, der Alissa liebt, das zwei Jahre ältere Mädchen „vor dem Bösen schützen“. Er will sich mit ihr verloben. Alissa schlägt das Verlöbnis aus. Feinfühlig bemerkt das junge Mädchen, auch ihre Schwester Juliette interessiert sich für Jérôme. Und die enthaltsame Alissa will zugunsten der Schwester auf den Geliebten verzichten. Der Weinhändler Monsieur Édouard Teissières aus Aigues-Vives freit „sehr beharrlich“ um Juliette, bekommt aber, weil er nicht ausreichend musisch gebildet und auch nicht hübsch anzuschauen ist, einen Korb. Als Alissa von Jérôme weiter umworben wird, ersinnt sie Ausflüchte; z. B. Juliette solle vor ihr heiraten. Zwar begehrt Jérôme nach jeder neuen Zurückweisung auf, doch letztendlich gibt er sich jedes Mal geschlagen; zieht sich zurück, geht auf Reisen. Die Jahre vergehen. Jérôme muss den Militärdienst absolvieren. Monsieur Teissières heiratet Juliette. Das Paar lebt in Südfrankreich. Juliette bekommt im Laufe der Jahre von dem Weinhändler sechs Kinder.
Immer wieder, mitunter in großem zeitlichen Abstand, sucht Jérôme seine Alissa auf. Da frohlockt er – bis Alissa vorschlägt, er möge nicht mehr kommen. Als Jérôme davon nichts wissen will, beschuldigt und beleidigt sie ihn in ihrer Not. Gleich darauf gesteht sie ihm ihre Liebe, schränkt aber im selben Atemzug ein: „glaube mir: wir sind nicht für das Glück geschaffen.“ Dann erfährt Jérôme „mehr Höflichkeit als Liebe“. Alissa weicht seinem Begehren aus. Weitere Jahre vergehen. In einer letzten Begegnung küsst er sie „beinahe brutal“ auf die Lippen, „durchdrungen von goldener Ekstase“. Alissa liegt wie hingegeben in seinen Armen, sagt darauf jedoch: „Mein Freund! Ach, zerstöre unsere Liebe nicht.“ Damit ist alles getan und gesagt. Alissa hat das Opfer vollbracht. Das Paar scheidet. Zwar hat Alissa den Geliebten zurückgewiesen, doch hofft sie „rasend“ auf seine Rückkehr. Ein paar Wochen später stirbt die Geliebte an ihrem Kummer.

## Form
Peter André Bloch schreibt in seinem Nachwort, Gide habe die Rolle „des allwissenden Erzählers“ aufgegeben. Das heißt, der Ich-Erzähler Jérôme kann weder in Alissa noch in Juliette hineinschauen. Er tappt – und mit ihm erst recht der Leser – völlig im Dunkeln. Dazu nur ein Beispiel.
Als Juliette – bald nach dem Romananfang – heiraten „soll“, schreit sie Jérôme an, fragt, ob er wisse, wen sie heiraten solle. Natürlich weiß er es nicht und sie schreit: „Dich!“ Der Leser zermartert sich das Hirn. Wer könnte den Heiratsbefehl gegeben haben? Die schwer beantwortbare Frage beschäftigt den Leser über den ganzen Roman hinweg. Zu Romanende reicht Jérôme Tagebuchblätter aus Alissas Feder nach. Diese enthalten die Antwort: Alissa muss es gewesen sein. Aber Juliette wurde auch ohne Alissas Opfer glücklich.
Der Ich-Erzähler Jérôme berichtet meist kommentarlos. Zwischen seinen scheinbar kunstlosen Berichten klaffen teilweise beträchtliche zeitliche Lücken. Der Leser weiß bald: Jérôme gibt – notgedrungen – stets Alissas Weisung zum Liebesverzicht nach. Und zwar verzichtet Jérôme aus Liebe. Dazu passt, dass Jérôme selbst nicht aus der oben skizzierten Rolle fällt, als durch Alissas Tagebuch manches von ihrem merkwürdigen Verhalten erhellt wird. Der ganze Text wird geradezu diktiert von Jérômes Liebe zu Alissa.

## Zitate
- Wer sein Leben gewinnen will, der wird es verlieren.[17]

- … Pascal: „All das, was nicht Gott ist, kann meine Erwartung nicht erfüllen.“[18]

## Selbstzeugnisse
Tagebuch vom
- 11. Juli 1909: Gide kommentiert sehr kurz einen Rezensenten, der dem Roman jene Bücher vorzieht, die der Autor zuvor publiziert hat.[19]
- 23. Mai 1910: „Würde ich heute sterben, mein ganzes Werk verschwände hinter La Porte étroite.“[20]
- März 1913: Gide lobt beim Wiederlesen das Dokumentarische und die Dialoge im Roman, entdeckt aber im Rest Geziertes.[21]

## Rezeption
Der Roman sei, so schreibt Renée Lang, „in seiner schönen Mäßigung ein Meisterwerk.“ Einerseits entscheide sich Alissa im „Streben nach Heiligkeit“ „mutig für die enge Pforte“, aber andererseits will es Lang scheinen, „als sei in ihr das Hochgefühl einer einzigartigen übermenschlichen Leistung bisweilen stärker als ihre Gottesliebe“. Indem sie ihrer Liebe entsage, sinke die exaltierte Alissa, „von der Ungeheuerlichkeit ihres Opfers besiegt, dem Tod“ entgegen. Ihre Aufzeichnungen nennt Lang „eine schmerzliche Innenschau bei fast völligem Ausschluß der materiellen Wirklichkeit“.
Während Jérôme die Ehe anstrebe, so schreibt Claude Martin, wolle Alissa jene Schuld, die ihre Mutter, die schöne Kreolin Lucile Bucolin, auf sich geladen habe, sühnen. Martin zitiert Paul Archambault: „Man fürchtet, es ist mehr die Angst vor dieser Erde als die Anziehungskraft des Himmels, die sich in Alissa offenbart.“ Und Peter André Bloch meint, das Ziel von Jérôme und Alissa sei endlich, „sich nur noch in der Ferne nah zu sein.“

## Deutsche Ausgaben
Quelle
- Raimund Theis (Hrsg.), Peter Schnyder (Hrsg.): André Gide: Die enge Pforte. Aus dem Französischen übertragen von Andrea Spingler. Gesammelte Werke in zwölf Bänden. Band VIII/2, S. 23–142. Deutsche Verlags-Anstalt Stuttgart 1992. 511 Seiten, ISBN 3-421-06468-7

Deutschsprachige Erstausgabe
- André Gide: Die enge Pforte. Roman. Mit sechs Zeichnungen von John Jack Vrieslander. Übersetzung: Felix Paul Graefe. Erich Reiss Verlag Berlin 1909. 240 Seiten. Mit 6 montierten schwarz-weiß-Zeichnungen, Kopfgoldschnitt, blauer Leinen mit goldgeprägtem Rücken- und Deckeltitel.

Sekundärliteratur
- Renée Lang: André Gide und der deutsche Geist (frz. André Gide et la Pensée Allemande). Übersetzung: Friedrich Hagen. Deutsche Verlags-Anstalt Stuttgart 1953. 266 Seiten
- Claude Martin: André Gide. Aus dem Französischen übertragen von Ingeborg Esterer. Rowohlt 1963 (Aufl. Juli 1987). 176 Seiten, ISBN 3-499-50089-2
- Hans Hinterhäuser (Hrsg.), Peter Schnyder (Hrsg.), Raimund Theis (Hrsg.): André Gide: Tagebuch 1903–1922. Aus dem Französischen übertragen von Maria Schäfer-Rümelin. Gesammelte Werke in zwölf Bänden. Band II/2. Deutsche Verlags-Anstalt Stuttgart 1990. 813 Seiten, ISBN 3-421-06462-8